# Василівка Перша
Васи́лівка Пе́рша — село в Україні, у Барвінківській міській громаді Ізюмського району Харківської області. Населення становить 283 осіб. До 2020 орган місцевого самоврядування — Гусарівська сільська рада.

## Географія
Село Василівка Перша знаходиться в місці впадання річки Бичок в річку Сухий Торець. На протилежному березі річки Бичок знаходиться село Василівка Друга. Село знаходиться між залізничними станціями Гусарівка та Некременко. Примикає до сіл Гусарівка та Новопавлівка.

## Історія
12 червня 2020 року, відповідно до Розпорядження Кабінету Міністрів України  № 725-р «Про визначення адміністративних центрів та затвердження територій територіальних громад Харківської області», увійшло до складу Барвінківської міської територіальної громади.
19 липня 2020 року, в результаті адміністративно-територіальної реформи та ліквідації Барвінківського району, село увійшло до складу Ізюмського району.

## Назва
Село Василівка Перша раніше носило назву Данзасівка, бо належало воно пану Данзасу.

## Економіка
- Птахо-товарна і молочно-товарна ферми, є відстійники.
- Сільськогосподарське ТОВ Василівське.

## Відомі люди
В селі народився Костянтин Карлович Данзас (1801–1870) — друг російського поета О. С. Пушкіна. Довгий час проживав у Барвінковому.

## Інтернет-посилання
- Погода в селі Гусарівка [Архівовано 23 березня 2016 у Wayback Machine.]